# Michel Droit
Michel Droit (Vincennes, 23 de enero de 1923 - París, 22 de junio de 2000) fue un novelista y periodista francés, elegido miembro de la Academia Francesa para el asiento número 27 que había ocupado Pierre Nora. Fue interlocutor privilegiado del presidente de la república Charles de Gaulle quien le concedió varias entrevistas exclusivas desde el Palacio del Eliseo.

## Biografía
Nació en Vincennes, departamento de Isla de Francia. Fue hijo del pintor Jean Droit y padre del fotógrafo Éric Droit. Hizo sus estudios en el Voltaire y después en el liceo Louis-le-Grand. Finalmente en la Facultad de Letras de la Sorbona y también en la Escuela Libre de Ciencias Políticas.
Militó en la Resistencia francesa durante la Segunda Guerra Mundial, debutando como reportero de radio durante la insurrección de París siendo corresponsal de guerra del ejército aliado.
Fue herido cerca de Ulm, en abril de 1945. Se dedicó entonces al periodismo. En 1954 publicó su primera novela, Plus rien au monde, premiada por la Academia Francesa con la presea Max-Barthou. Más tarde en 1964 logró el gran premio por otra novela,  Le Retour.
Después de haber sido redactor en jefe de la Actualidad televisada de la Radio y la Televisión Francesa (R.T.F), Michel Droit lo fue del Fígaro Literario de 1961 a 1971, al mismo tiempo que continuó con su carrera de escritor. 
En 1965, 1968 y 1969, fue el único periodista que entrevistó al general Charles de Gaulle en la TV, siendo difundidas sus emisiones desde el Palacio del Eliseo, sede de la Presidencia de Francia.
Fue elegido miembro de la Academia Francesa el 6 de marzo de 1980 para el asiento número 27 que había sido de Joseph Kessel. 
En 1989 mató accidentalmente en una cacería, deporte al que era afecto, a uno de sus compañeros de safari, en Camerún.
Murió el 22 de junio de 2000.

## Obra
- De Lattre Maréchal de France, Pierre Horay, 1952 (libro sobre Jean de Lattre de Tassigny)
- André Maurois, Éditions universitaires, 1953 (libro sobre André Maurois)
- Plus rien au monde, Prix Max Barthou, Ferencz, 1954
- Jours et Nuits d’Amérique, Georges Nizet, 1954
- Visas pour l’Amérique du Sud, Gallimar, 1956
- Pueblo, Julliard, 1957
- J’ai vu vivre le Japon, Fayard, 1958
- Panoramas mexicains, Fayard, 1960
- La Camargue, Prix Carlos de Lazerme, Benjamin Arthaud, 1961
- Le Retour, Gran Premio de novela de la Academia Francesa, Julliard, 1964
- Les Compagnons de la Forêt-Noire, Julliard, 1966, Tome 1 de la série Le Temps des hommes[3]
- La Fille de l’ancre bleue, Solar, 1967
- L’Orient perdu, Julliard, 1969, Tome 2 de la série Le Temps des hommes[3]
- L’Homme du destin, Larrieu-Bonnel, 1972
- La Ville blanche, Julliard, 1973, Tome 3 de la série Le Temps des hommes[3]
- La coupe est pleine, France-Empire, 1975
- La Mort du connétable, Julliard, 1976, Tome 4 de la série Le Temps des hommes[3]
- Les Feux du crépuscule, Plon, 1977
- Les Clartés du jour, Plon, 1978
- Le Lion et le Marabout, Plon, 1979
- Les Lueurs de l’aube, Plon, 1981
- Une plume et un micro, Plon, 1982
- Et maintenant si nous parlions de l’Afrique du Sud, Plon, 1983
- Une fois la nuit venue, Plon, 1984
- Lettre ouverte à ceux qui en ont plus qu’assez du socialisme, Albin Michel, 1985
- La Rivière de la guerre, Julliard, 1985
- Le Fils unique, Plon, 1988
- Le Rendez-vous d’Elchingen, Plon, 1990
- Nous parlerons de Rome, Le Fallois, 1992
- Le Temps d’apprendre à vivre, Le Rocher, 1993
- Le Temps qui tient au cœur, Le Rocher, 1996